# Takahiro Sasaki
Takahiro Sasaki (佐々木 崇浩 Sasaki Takahiro?), född 25 september 1974 i Tokyo prefektur, är en japansk före detta fotbollsspelare.
Sasaki började sin karriär 1997 i Cerezo Osaka. Han avslutade karriären 1998.